# Kellie Shanygne Williams
Kellie Shanygne Williams Washington (22 de março de 1976)  é uma atriz americana, conhecida por interpretar o papel de Laura Winslow na série Family Matters.